# Форшмак
Форшма́к (нем. Vorschmack «закуска», идиш פֿאָרשמאַק‎) — блюдо из сельди, запекаемой с картофелем, сметаной, луком и перцем, относящееся к закускам.

## Приготовление
Готовится как варёным, так и жареным. Подаётся в холодном или горячем виде. Впервые описано Василием Лёвшиным в «Русской поварне».
Для приготовления форшмака исторически использовали сельдь самого низкого качества, так называемую «ржавую». Если форшмак подавался за молочной трапезой, селёдку разрешалось вымачивать в молоке.
Форшмак также бывает с говядиной, с бараниной, с обрезками от жаркого, с молоком, сметаной и сыром, с курицей, с грибами, с картошкой, с капустой, с творогом, с макаронами-рожками, со свёклой, с репой, с капустой кольраби, с артишоками, с майонезом, с горчицей, с томатной пастой — всё это с добавлением селёдки. Форшмак бывает без селёдки вовсе — например, из телячьих мозгов.

## Распространение
Форшмак из сельди относят к классической еврейской кухне. Считается блюдом одесской кухни. В нём часто не содержится мяса, однако в рецепт, помимо сельди, входят яйца, яблоко, лук, белый хлеб и маргарин.
В еврейской кухне это блюдо стало национальным, по версии В. В. Похлёбкина, первоначально оно было заимствовано из восточнопрусской кухни, где так называлась закуска из жареной сельди. В еврейской кухне форшмак трансформировался в холодную закуску из рубленой сельди.
Также широко распространён в польской, шведской и финской кухнях. По прусской и шведской технологии форшмак подаётся горячим.
В русской кухне известно под названием «тельное».